# まりもりん
まりも りんは、日本の女性声優。主にアダルトゲームに声をあてている。

## 主な出演作品

### 2004年
- いじってプリンセス〜もう!またこんなところで〜（かぐや）
- 真説 猟奇の檻（真船 悠美、西郷 玉美）

### 2005年
- Dr.ペコ 秘密の診療所 〜人に言えない性の悩み解決いたします〜（小聖 愛美）
- もっといじってプリンセス 〜もう!またこんなところで2〜（かぐや）
- いじってプリンセスafter（かぐや）
- クリーク・クリーク〜先生、私も戦います!〜（海老野 遊）
- 夢幻廻廊（九条 裕美子）
- Twin Way 〜今を抱きしめて（高峯 綾乃）
- BIN★CANダーリン（日高 環）
- 人妻戦隊アイサイガー（菱堂 藍胡〔サイガーアイリス〕）
- 医辱（竹下 望美）
- まんきつ! 〜コミックカフェへようこそ!〜（坂城 美樹）
- でぼの巣箱（高円寺 空）

### 2006年
- ゴア・スクリーミング・ショウ（一ノ瀬 まりな）
- 戦場デ少女ハ躰ヲカケル（クリスティーナ・デオロット、サビーヌ・レグゲソ）
- かみさまの宿っ!（倉橋 愛美）
- 人妻×人妻ADV〜人妻温泉繁盛記〜（菱堂 藍胡〔サイガーアイリス〕）
- どうして?いじってプリンセス Final Road 〜もう!またこんなところで3〜（かぐや）
- み・こ・こ・ん -巫女婚-（春日 朱美）

### 2007年
- 式神 〜桔梗の華に秘めたる想い〜（成由 春花、こっこ）
- 人妻戦隊アイサイガーPOWERED（菱堂 藍胡〔サイガーアイリス〕）
- IZUMO3（吾妻 鈴鹿）

### 2008年
- 人妻戦隊アイサイガーFLASH（菱堂 藍胡〔サイガーアイリス〕）
- 恋する式 〜SHIKIGAMI2008〜（成由 春花、こっこ）
- 人妻戦隊アイサイガーぱいぱいぽん!〜地球のピンチだ、宇宙人妻魔女襲来!〜（菱堂 藍胡〔サイガー・F・アイリス〕）

### 2009年
- 夢幻廻廊1.5 〜連鎖〜（九条 祐美子）
- 夢幻廻廊2 〜螺旋〜（九条 祐美子）